# Боброва Діна Василівна
Бобро́ва Ді́на Васи́лівна, до шлюбу Заї́кіна (Заі́кіна) (2 січня 1929, Московській області, РСФСР, СРСР — 11 жовтня 2006) — українська (радянська) правознавиця. Доктор юридичних наук (1988), професор юридичного факультету Київського університету (1992).

## Життєпис
Народилася 2 січня 1929 року в Московській області, РСФСР. Закінчила юридичний факультет Київського університету в 1952 році.
Д. В. Боброва була яскравою представницею Київської цивілістичної школи, деліктного права та була в авангарді вчених фундаторів цивільного права України.
В 1958 році захистила кандидатську дисертацію на тему «Умови і обсяг цивільної відповідальності за заподіяння каліцтва і смерті».
В 1988 р. захистила докторську дисертацію на тему «Проблемы деликтной ответственности в советском гражданском праве».
Доктор юридичних наук (1988), професор (1992).
1990—2003 — професор кафедри цивільного права юридичного факультету.
Досліджувала проблеми цивільного права, правопорушень, деліктної відповідальності в цивільному праві.
Основні праці: «Цивільний кодекс Української PCP. Науково-практичний коментар» (1981), «Підвищення ролі цивільно-правової відповідальності в охороні прав та інтересів громадян і організацій» (1988), «Право громадян на відшкодування» (1990), «Загальна теорія цивільного права» (1992), «Цивільне право. Загальна частина» (1995), «Цивільне право. Частина Друга» (1996), «Зобов'язання у цивільному праві» (1998), «Зобов'язальне право: теорія і практика» (1998).
Померла 11.10.2006 року.
Чоловік Бобров А. І. (02.05.1930 — 21.11.2006).
Похована на Берковецькому кладовищі в місті Києві.